# Shunsuke Maeda
Shunsuke Maeda (Nara, 9 juni 1986) is een Japans voetballer.

## Clubcarrière
Shunsuke Maeda speelde tussen 2004 en 2011 voor Sanfrecce Hiroshima, Oita Trinita en FC Tokyo. Hij tekende in 2012 bij Consadole Sapporo.

## Erelijst
Oita Trinita
- J-League Cup

2008